# Рябок ботсванський
Рябок ботсванський (Pterocles bicinctus) — вид птахів родини рябкових (Pteroclidae).

## Поширення
Вид поширений в Південній Африці. Трапляється в Анголі, Ботсвані, Малаві, Мозамбіку, Намібії, ПАР, Замбії та Зімбабве.

## Опис
Оперення світло-коричневе з чорними смугами та рядами білих плям. У самця на лобі є чорно-біла смуга, а горло каштанового забарвлення та окреслене іншою чорно-білою смугою. Обидві статі мають ділянку голої жовтої шкіри навколо очей. У самця помаранчевий дзьоб. Самиця дрібніша і має блідіше забарвлення.

## Спосіб життя
Живе на відкритих ділянках з кам'янистими ґрунтами, напівпосушливих ділянках на краях пустель, рівнинах без дерев. Поза сезоном розмноження трапляється численними зграями. Живиться насінням, рідше травами, листям, бруньками, цвітом. Ковтає пісок та дрібні камінці, щоб покращити травлення. Розмноження відбувається в період з лютого по вересень. Утворює моногамну пару. Паруванню передує залицяння самця. Гніздо — неглибока ямка в ґрунті між травами або під кущем, вистелена шматочками висушеної рослинності. У гнізді два-три яйця. Обидві статі по черзі висиджують кладку. Інкубація триває приблизно 24 дні. Пташенята з батьками залишають гніздо через кілька годин після вилуплення. Приблизно за місяць вони оперяються і можуть літати.